# 12541 Makarska
12541 Makarska (tên chỉ định: 1998 PD1) là một tiểu hành tinh vành đai chính. Nó được phát hiện ở Đài thiên văn Višnjan ở Višnjan, Croatia, ngày 15 tháng 8 năm 1998. Nó được đặt theo tên thành phố thuộc Makarska, Croatia.